# Borgen Shopping
 For alternative betydninger, se Borgen. (Se også artikler, som begynder med Borgen)
Borgen Shopping er et indkøbscenter i Sønderborg, som åbnede den 1.oktober 2013. Det ligger hvor Kvickly lå i Østergade og indeholder ca. 40 butikker, biograf, offentlige kontorer, boliger og 600 parkeringspladser. Selve indkøbscentret er 23.500 m² fordelt på 2 etager og indeholder bl.a. Føtex, H&M, Imerco, Bahne og Sport 24. En stor del af Sønderborg kommune har til huse på de øverste etage, heriblandt Jobcenter .
Centret blev opført i et samarbejde mellem udlejerne braaten+pedersen og entreprenørfirmaet A. Enggaard A/S. Disse to står desuden bag Metropol i Hjørring, Citycenter i Nørresundby, Friis i Aalborg og Bloms Butikker i Skanderborg. Arkitekter er Schmidt, Hammer og Lassen.
Byggeriet tog sin begyndelse i starten af 2011, efter at Kvickly lukkede den daværende butik i januar.